# Dahu

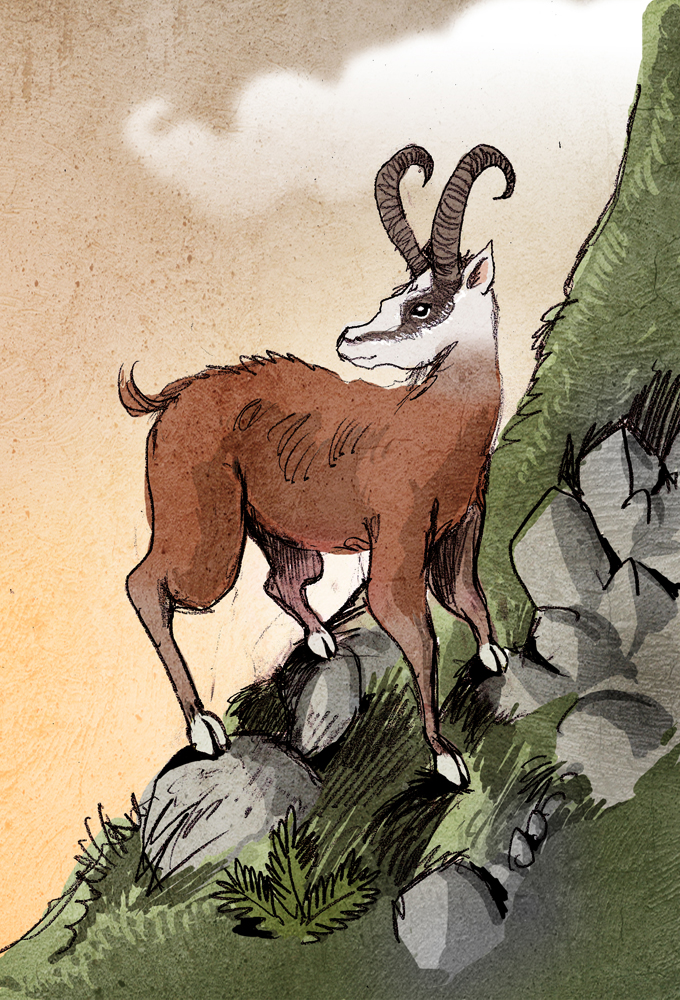
Um dahu, por Philippe Semeria

Um dahu é uma criatura legendária bem conhecida na França, Suíça e norte da Itália.
Variações regionais do nome também são dahut ou dairi em Jura, darou em Vosges ou darhut em Burgúndia.
Foi símbolo da Universíada de Inverno de 2007.[carece de fontes?]